# 炭素の同位体
炭素の同位体には、炭素8から炭素22まで15種類が知られており、そのうち2種類（炭素12と炭素13）が安定である。長寿命の放射性同位体である炭素14の半減期は5700年である。これは天然でみられる唯一の炭素の放射性同位体で、宇宙線との相互作用による14N + 1n → 14C + 1Hという反応で、痕跡量が生成している。最も安定な人工放射性同位体は炭素11で、半減期は20.334分である。その他の全ての放射性同位体の半減期は20秒以下であり、ほとんどが200ミリ秒以下である。最も不安定な同位体は炭素8で、半減期は10×10-21秒である。天然の存在量の平均をとった、炭素の標準原子量は、12.0107(8) uである。

## 炭素11
炭素11は、炭素の放射性同位体である。約99%は陽電子放出してホウ素11に、0.19-0.23%は電子捕獲してやはりホウ素11に崩壊する。半減期は20.38分である。
炭素11は、ポジトロン断層法で分子の放射性ラベリングによく用いられる。

## 天然同位体
炭素には、炭素12、炭素13、炭素14の3つの天然同位体が存在する。炭素12と炭素13は安定で、天然の存在比は、約99:1である。炭素14は、大気上層で宇宙線からの熱中性子により生成し、地表に下降して生物に吸収される。炭素14の存在比は無視できる程度であるが、半減期5700年の放射性を持つため、放射計で検出することができる。死んだ組織は、それ以上炭素14を吸収しないため、炭素14の存在量は放射年代測定に用いることができる。

## 古気候
12Cと13Cは海洋循環を説明する温度トレーサーとして使われる。より軽い同位体（12C）の方が、植物が光合成するときに吸収されやすいことが分かっており、そのときのプランクトン（浮遊生物）の大発生により大量の12Cが海に取り込まれる。もし海水が成層化して海洋循環が滞ると、プランクトンの死滅によって12Cが海底に沈降し、表層は比較的多くの13Cで満たされる。そして、深い場所から冷水がわき上がる場所（北大西洋）から12Cがもたらされる。過去の気候のトレーサーには熱帯種、サンゴの成長環などがある(Flannery 2005)。

## 一覧
| 同位体 核種 | Z(p)           | N(n)           | 同位体質量 (u)    | 半減期                         | 核スピン数 | 天然存在比 | 天然存在比 (範囲) |
| 同位体 核種 | 励起エネルギー | 励起エネルギー | 励起エネルギー    | 半減期                         | 核スピン数 | 天然存在比 | 天然存在比 (範囲) |
| ----------- | -------------- | -------------- | ----------------- | ------------------------------ | ---------- | ---------- | ----------------- |
| 8C          | 6              | 2              | 8.037675(25)      | 2.0(4) x 10-21 s [230(50) keV] | 0+         |            |                   |
| 9C          | 6              | 3              | 9.0310367(23)     | 126.5(9) ms                    | (3/2-)     |            |                   |
| 10C         | 6              | 4              | 10.0168532(4)     | 19.290(12) s                   | 0+         |            |                   |
| 11C         | 6              | 5              | 11.0114336(10)    | 20.334(24) min                 | 3/2-       |            |                   |
| 12C         | 6              | 6              | 12 by definition  | STABLE                         | 0+         | 0.9893(8)  | 0.98853-0.99037   |
| 13C         | 6              | 7              | 13.0033548378(10) | STABLE                         | 1/2-       | 0.0107(8)  | 0.00963-0.01147   |
| 14C         | 6              | 8              | 14.003241989(4)   | 5.70(3) x 103 years            | 0+         |            | <10-12            |
| 15C         | 6              | 9              | 15.0105993(9)     | 2.449(5) s                     | 1/2+       |            |                   |
| 16C         | 6              | 10             | 16.014701(4)      | 0.747(8) s                     | 0+         |            |                   |
| 17C         | 6              | 11             | 17.022586(19)     | 193(5) ms                      | (3/2+)     |            |                   |
| 18C         | 6              | 12             | 18.02676(3)       | 92(2) ms                       | 0+         |            |                   |
| 19C         | 6              | 13             | 19.03481(11)      | 46.2(23) ms                    | (1/2+)     |            |                   |
| 20C         | 6              | 14             | 20.04032(26)      | 16(3) ms [14(+6-5) ms]         | 0+         |            |                   |
| 21C         | 6              | 15             | 21.04934(54)#     | <30 ns                         | (1/2+)#    |            |                   |
| 22C         | 6              | 16             | 22.05720(97)#     | 6.2(13) ms [6.1(+14-12) ms]    | 0+         |            |                   |

- #でマークされた値は、全てが純粋に実験値から算出されたものではなく、一部体系的な傾向から導き出された推定値を含んでいる。明確なデータが得られていない核スピンに関しては、かっこ書きで表記している。
- 数値の最後にかっこ書きで表記しているのは、その値の誤差を示している。誤差の値は、同位体の構成と標準の原子質量に関しては、IUPACが公表する誤差で表記しており、それ以外の値は、標準偏差を表記している。
- 同位体存在比の正確さと質量数は変化によって制限される。天然存在比の範囲は、通常の地球上のどの場所でも同じはずである。
- すべての核種の原子量の標準として扱われるように12Cは特に重要であり、その原子量は12と定義されている。